# Beaulieu-sur-Layon

Beaulieu-sur-Layon este o comună în departamentul Maine-et-Loire, Franța. În 2009 avea o populație de 1,448 de locuitori.